# Garrofer del Cap de Sant Pere
El Garrofer del Cap de Sant Pere (Ceratonia siliqua) és un arbre que es troba a Cambrils (el Baix Camp), el qual, segurament, és el garrofer més gran, bell i ufanós de tot Catalunya.

## Dades descriptives
- Perímetre del tronc a 1,30 m: 8,30 m.
- Perímetre de la base del tronc: 9,87 m.
- Alçada: 9,57 m.
- Amplada de la capçada: 19,50 m.
- Altitud sobre el nivell del mar: 21 m.[1]

## Entorn
Es troba en una antiga zona de conreu de secà, ara en desús, just al costat d'un important càmping d'estiueig. Hi creix esparreguera boscana, esparreguera de jardí, rogeta, miraguà fals, heura, marialluïsa, pitòspor, llimoner, troana, xiprer, ametller, pi blanc, olivera i plançons de lledoner. És un vestigi d'antics conreus de garrofer, actualment envoltat de càmpings i d'activitat turística intensiva. La seua bellesa queda tapada per un entorn que té poc a veure amb la raó històrica i social de la seua presència.

## Aspecte general
Sembla estar en perfecte estat, tot i que observem l'eliminació, no fa gaire temps, de dos grans braços de l'arbre, que per dins es veuen corcats. Presenta alguna concavitat o forat, però de dimensions poc considerables, i algun tall provinent de podes d'eliminació de pes o bé d'aclariment, que està completament o parcialment compartimentat.

## Accés
Des de dins del mateix poble de Cambrils cal dirigir-se al cap de Sant Pere, apropant-nos a Salou, i trencar cap al càmping La Corona. En lloc d'anar cap a l'aparcament del càmping (que queda a mà dreta), tombem al primer caminet que trobem a mà esquerra, on hi ha un gran garrofer de diverses branques basals. A la dreta d'aquest camí hi ha un annex del càmping i a l'esquerra, una zona d'horta i fruiters força seca. Un cop caminats uns 70 metres, a la nostra esquerra apareixerà aquest garrofer. GPS 31T 03409208 4548790.